# Moor Park (London Underground)

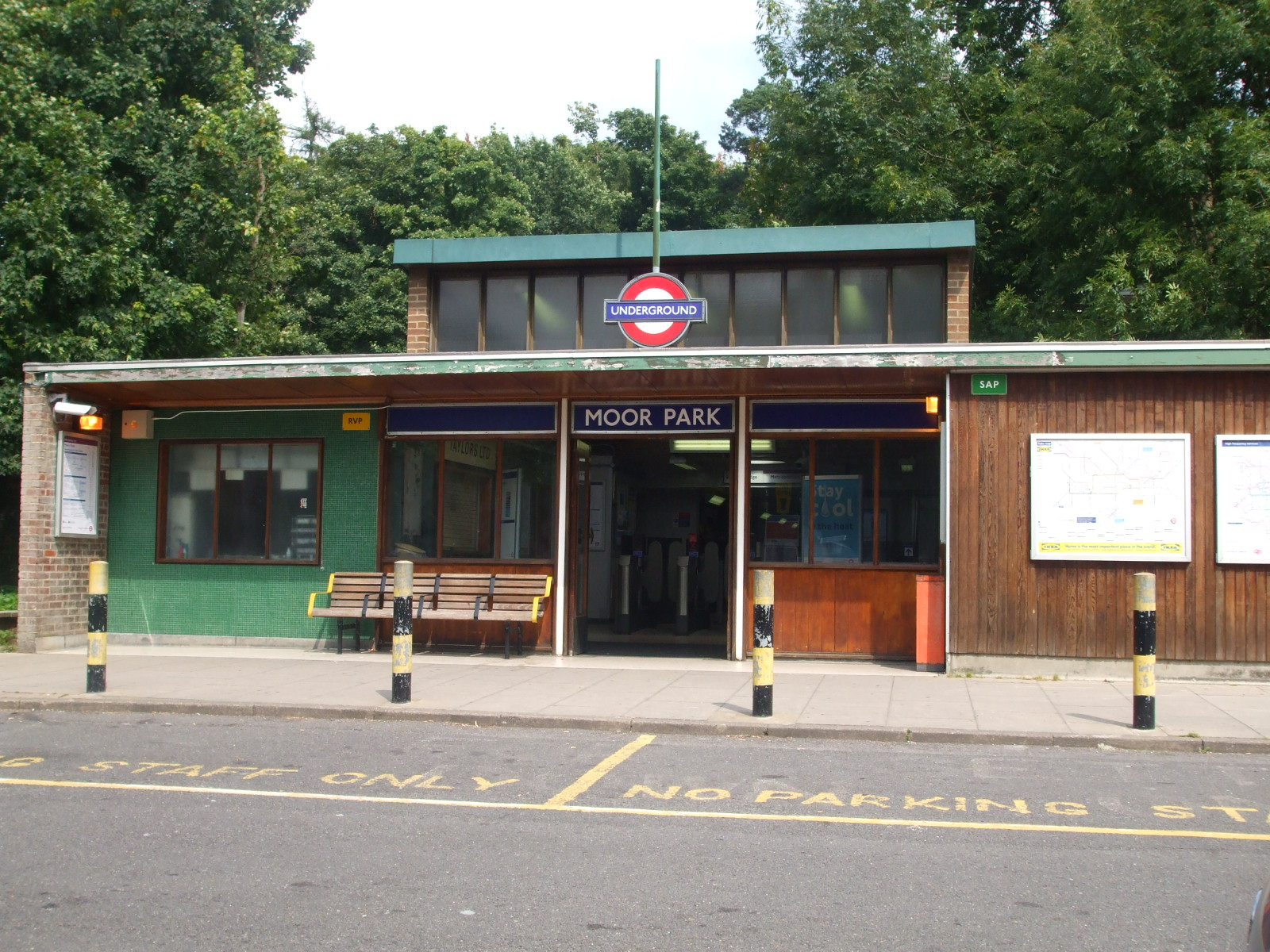
Stationsgebäude

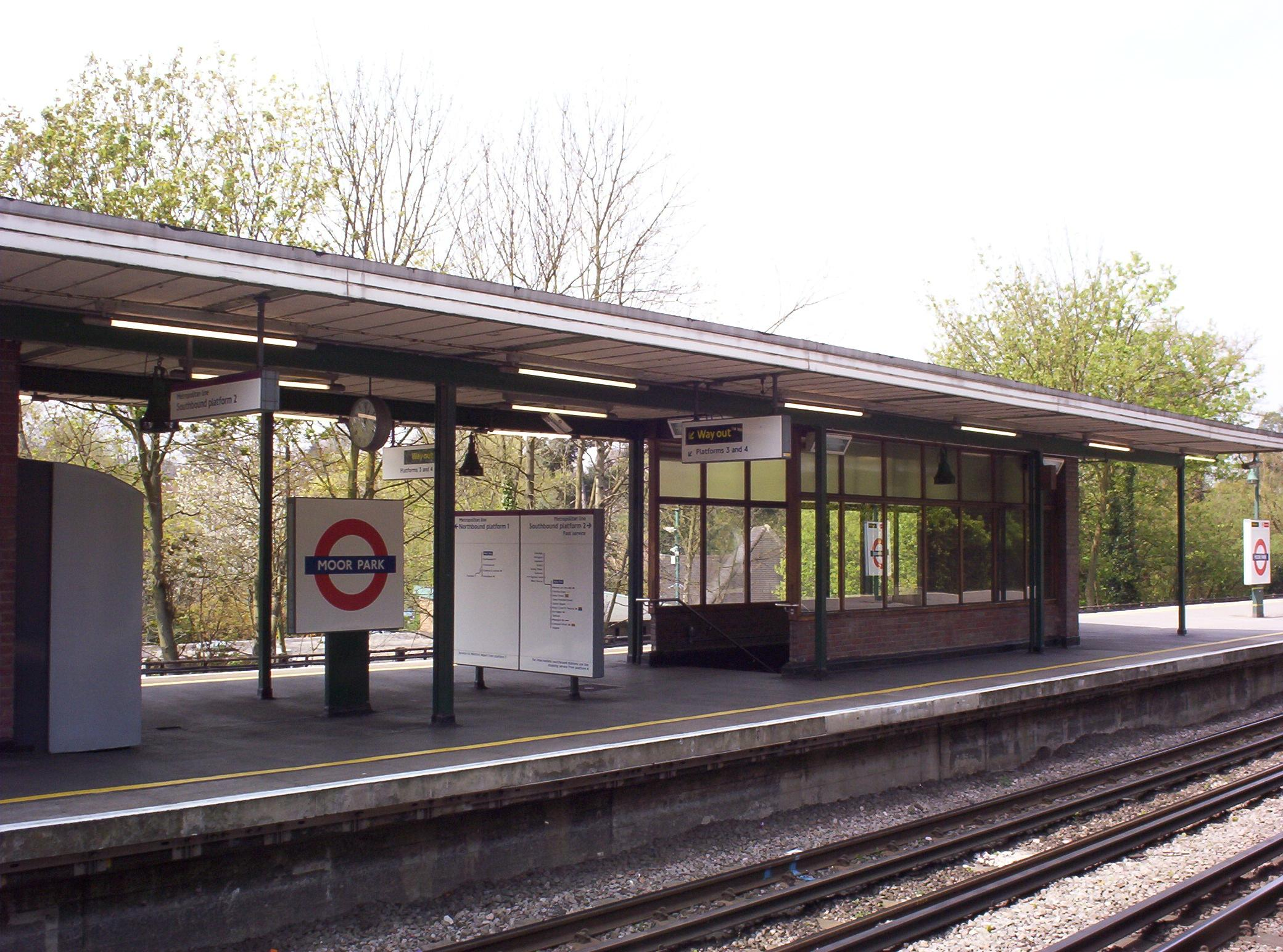
Bahnsteig

Moor Park ist eine oberirdische Station der London Underground. Sie wird von der Metropolitan Line bedient, liegt an der Grenze der Travelcard-Tarifzonen 6 und 7 und ist eine von 14 Stationen außerhalb von Greater London. Sie befindet sich an der Main Avenue in der Ortschaft Moor Park, im Distrikt Three Rivers der Grafschaft Hertfordshire. 0,85 Millionen Fahrgäste nutzten die Station im Jahr 2018.
Die Station liegt am viergleisigen Streckenabschnitt in Richtung Harrow-on-the-Hill und verfügt über zwei Mittelbahnsteige. Der nördliche Bahnsteig dient den Lokalzügen, der südliche den Expresszügen der Metropolitan Line. Bis Ende der 1990er Jahre hielten hier auch Züge der Bahngesellschaft Chiltern Railways, diese fahren seither ohne Halt durch.

## Geschichte
Die Strecke nach Rickmansworth war bereits im Jahr 1887 durch die Metropolitan Railway (Vorgängergesellschaft der Metropolitan Line) eröffnet worden. Zu Beginn war die Bevölkerungsdichte in der Gegend jedoch sehr gering, weshalb die Eröffnung der Station erst am 9. Mai 1910 erfolgte. Der Name der Station lautete zunächst Sandy Lodge, nach dem benachbarten Golfplatz. Die Station wurde am 18. Oktober 1923 in Moor Park & Sandy Lodge umbenannt.
Am 5. Januar 1925 wurde der Abschnitt Harrow-on-the-Hill – Rickmansworth elektrifiziert. Am 2. November desselben Jahres erfolgte die Eröffnung der Zweigstrecke in Richtung Watford, die von Beginn an elektrifiziert war. Mit der erneuten Umbenennung am 25. September 1950 in Moor Park entfiel jeglicher Hinweis auf den Golfplatz. Nachdem die Station im Jahr 1959 vollständig umgebaut worden war, erhielt die Strecke zwischen Northwood Hills und der nordwestlich von Moor Park gelegenen Verzweigung Croxleyhall drei Jahre später eine zweite Doppelspur.